# Summit (スーパーコンピュータ)
Summit（サミット）またはOLCF-4は、2018年6月8日に発表されたアメリカ合衆国エネルギー省（DOE）のオークリッジ国立研究所（ORNL）のスーパーコンピュータ。DOEから受注したIBMがNVIDIAおよびMellanox Technologiesと共同開発し、2018年6月から2019年11月までのスパコンランキングTOP500で1位となった。

## 概要
オークリッジ国立研究所（ORNL）のSummitは、IBMがPower System AC922を用いて開発し、2018年6月8日時点で世界最速のスーパーコンピュータとなった。演算速度は 200 ペタフロップス（毎秒20京回の計算が可能）。
2014年2月、DOEはCORAL（Collaboration of Oak Ridge, Argonne and Livermore）プロジェクトを立ち上げた。これはアルゴンヌ国立研究所（ANL）、オークリッジ国立研究所（ORNL）、ローレンス・リバモア国立研究所（LLNL）の3つの国立研究所の次期主要スーパーコンピューティングの導入プロジェクトで、2017年に100～200ペタフロップスを目指した。
2014年11月、NVIDIAおよびMellanoxと協業してOpenPowerベースのシステムを提示したIBMが、CORALプロジェクトの一環として、ORNL向けのSummitおよびLLNL向けのSierraのスーパーコンピュータ構築を3億2500万ドルで受注した。SierraはSummitとほぼ同様のアキーキテクチャだが、規模はやや小さい。
2018年6月8日、DOEとIBMはSummitを200PFLOPSで世界最速であると主張した。
2018年6月25日のTOP500の発表で、122.3PFLOPSで1位となった。世界最速の座を5年ぶりに中国（天河二号、神威・太湖之光）から奪還した。
2020年6月、富士通のスーパーコンピュータ「富岳」が415.53PFLOPSを記録し、首位から脱落した。
なお、CORALプロジェクト全体の概要は以下の通りである。
- オークリッジ国立研究所（ORNL）- タイタンからSummit（2018年6月、200 PFLOPS）に移行
- ローレンス・リバモア国立研究所（LLNL）- セコイアからSierra（2018年、125 PFLOPS予定）に移行[16]
- アルゴンヌ国立研究所（ANL）- MiraからAurora（2021年予定、1,000 PFLOPS予定）に移行予定[17]

## 設計
Summitは4608台のノードで構成される。各ノードは、全てのCPUおよびGPUからアドレッシング可能な500GB以上のコヒーレンスメモリ（DDR4 SRAMを備えた高帯域メモリ）と、バーストバッファまたは拡張メモリとして使用可能な800GBの不揮発性RAMを格納する。CPUとGPUはヘテロジニアス型アーキテクチャで、CPUのPower9とGPUのVoltaがNVIDIAの高速リンクであるNVLinkによって結合されている。高速・高スループットのノード間データ転送を実現するため、ノード間はMellanox EDR InfiniBand インターコネクトを使用したトポロジーで接続される。